# 趙嬰
趙 嬰（ちょう えい、生没年不詳）は、春秋晋の人物。趙嬰斉とも。楼の地を封地として与えられ、それを氏としたことから、楼嬰とも称される。

## 生涯
趙衰の子として生まれる。母は趙姫（晋の文公の娘）。
紀元前597年に荘王率いる楚軍が鄭を包囲し、鄭の襄公は晋に助けを求めた。趙嬰も中軍大夫として鄭への援軍に赴いた。邲の戦いで晋軍が楚軍に大敗を喫すると、趙嬰は前もって部下に黄河を渡る船を用意させていたため、敗戦後すぐに渡河することができた。
紀元前587年、甥の趙朔の妻であった趙荘姫（成公の娘）と私通したため、翌紀元前586年に同母兄の趙同と趙括によって斉に放逐された。
紀元前583年、趙嬰が放逐されたことを恨んでいた趙荘姫は、趙同と趙括が謀反を企んでいると兄の景公に讒言し、趙同と趙括は殺害されて晋の趙氏は一度滅んだ（下宮の乱）。『史記』によると趙嬰もこの時に屠岸賈によって殺害されたとするが、楊秋梅『趙氏孤児本事考』と郝良真・孫継民『趙氏孤児考弁』では『史記』の記述は虚構が多く、事実ではないとしている。

## 参考書籍
- 御橋悳言『平治物語注解』八木書店〈御橋悳言著作集2〉、1981年。ISBN 978-4797105346。

| スタブアイコン | サブスタブ | この項目は、まだ閲覧者の調べものの参照としては役立たない、人物に関連した書きかけの項目です。この項目を加筆・訂正などしてくださる協力者を求めています（P:人物伝/PJ:人物伝）。 |